# Anna Boumeester
Anna Boumeester auch Weduwe J. de Vri (geboren 21. September 1769 in Zwolle; gestorben 10. Februar 1847 ebenda) war eine niederländische Buchhändlerin.

## Leben
Anna Boumeester wurde am 21. September 1769 in Zwolle geboren. Sie war die älteste Tochter des Karavellenkapitäns und Gerbers Valentijn Boumeester (1737–1818) und Geertruid van Bunskerken (1741–1830) und hatte zwei Geschwister. Am 17. August 1798 heiratete sie in Zwolle den Buchhändler Jan de Vri (1773–1833) aus Harlingen. Aus dieser Ehe gingen 7 Kinder hervor, von denen 4 jung starben. De Vri hatte sich ein Jahr zuvor in der Diezerstraat in Zwolle als Buchhändler niedergelassen. Im Jahr 1806 beschäftigte das Unternehmen bereits sechs Angestellte. Neben einer Buchhandlung und einer Druckerei verfügte De Vri über eine Lesebibliothek mit tausend Büchern. Darüber hinaus verkaufte er das Gesundheitselixier Zwolsch Vriendschap und handelte mit Immobilien.
Es ist nicht bekannt, wie weit Anna Boumeester an den Geschäften ihres Mannes beteiligt war. Doch nachdem ihr Mann am 1. August 1833 verstorben war, führte sie die Buchhandlung weiter. Als Buchhändlerin war sie im 19. Jahrhundert in Zwolle keine Seltenheit. Jan de Vri hatte sein Geschäft von der Buchhändlerin Anna Jacomina Clement gekauft. Im Jahr 1839 verlegte Anna Boumeester ihre Buchhandlung „Weduwe J. de Vri“ in die Luttekestraat. Nach ihrem Tod im Jahr 1847 führte ihre Tochter Hendrika de Vri die Buchhandlung unter demselben Namen weiter.